# 布拉里
布拉里（Burari），是印度德里North县的一个城镇。总人口69182（2001年）。

## 人口
该地2001年总人口69182人，其中男性37824人，女性31358人；0—6岁人口11706人，其中男6266人，女5440人；识字率67.82%，其中男性为74.69%，女性为59.54%。